# Gawad Kalinga
Pour les articles homonymes, voir Kalinga.
 (juillet 2017).
La fondation Gawad Kalinga est une organisation non gouvernementale (ONG)  ayant une approche holistique de lutte contre la pauvreté. Créée en 2003, elle est basée aux Philippines. Aujourd’hui considérée comme un véritable mouvement national a-politique et a-religieux (car rassembler toutes les bonnes volontés est essentiel au succès de la mission), visant à restaurer la dignité des pauvres. Gawad Kalinga signifie « prendre soin » en tagalog. L’organisation vise à éradiquer la pauvreté pour 5 millions de familles aux Philippines d'ici à 2024, notamment à travers la construction de communautés villageoises solidaires, autonomes et durables. Tony Meloto, président fondateur de Gawad Kalinga, récipiendaire du prix Ramon-Magsaysay en 2006 et de nombreux autres prix prestigieux, est né le 17 janvier 1950 à Bacolod dans le Negros Occidental, dans une famille modeste d’enseignants. Ancien cadre dirigeant de Procter & Gamble, il crée en 2010 la première plateforme d’incubation d’entreprises sociales d’Asie du Sud-Est, un écosystème original constitué d’une ferme, d’une communauté villageoise et d’une université expérimentale, SEED Philippines, formant à l’entrepreneuriat social. C’est aussi, au même titre qu’un village GK, une plateforme dite « de convergence » puisque toutes les parties prenantes sont invitées à s’asseoir autour de la table afin de la co-construire dans un esprit de solidarité ;  chacun contribue en fonction de son temps disponible, de ses moyens financiers et de ses compétences. Ainsi, les politiques locaux, les collégiens, lycéens, étudiants, enseignants, les bénévoles de tous horizons, les fonctionnaires (militaires…), les associations, les syndicats (médecins, infirmiers…), les réseaux et Clubs (Rotary, Lions’ »…), les autres ONG et bien sûr les entreprises, participent à son développement sur la durée. Ils cohabitent harmonieusement sur un projet encadré par le management de la Fondation GK.

## Vision
La vision de Gawad Kalinga repose sur 5 principes : 
1. Je m’engage à donner mon sang pour servir la cause
2. Je m’engage à servir la cause plutôt qu’à être servi
3. Je promets d’aimer Dieu et mon pays
4. Je m’engage à relever le défi de l’impossible dans un esprit de solidarité ("bayanihan")
5. Je promets de ne laisser personne au bord de la route ("walang iwanan")

## Histoire
Officiellement créé en 2003, Gawad Kalinga Community Development Foundation Inc. est né de la volonté de « prendre soin » des pauvres, de restaurer leur dignité et de ne laisser personne au bord de la route (« walang iwanan »). Gawad Kalinga voit le jour dès 1994 dans le plus grand bidonville des Philippines, Bagong Silang, situé à Caloocan City dans la métropole de Manille. L’association catholique laïque Couples for Christ (CFC) organise un camp de jeunesse pour les enfants de ce bidonville et y fait participer des membres de gangs et des délinquants juvéniles. En 1999, la première maison Gawad Kalinga est construite pour une famille originaire de Bagong Silang. Les villages accueillent généralement des familles d'anciens "squatters" et des victimes de catastrophes naturelles, notamment les typhons particulièrement dévastateurs. Ces derniers sont invités à construire eux-mêmes leurs maisons et celles de leurs voisins dans un esprit de solidarité. En contrepartie d’apports méthodologiques, d’encadrement, de management, de matériels et de soutiens logistiques, les villageois s’engagent à contribuer physiquement (« sweat equity») au développement des communautés. 
Aujourd’hui, il existe plus de 3000 villages GK disséminés dans tout le pays. Plus d’un million de Philippins  ont ainsi vu leurs conditions de vie s’améliorer. L’objectif de Gawad Kalinga est de mailler l’ensemble du territoire, y compris l’île de Mindanao, théâtre de conflits entre l’armée et des Philippins musulmans, et au besoin avec le concours d’autres ONG.

## Modèle de développement
Pour atteindre l’objectif ambitieux consistant à sortir 5 millions de familles philippines de la pauvreté d’ici 2024, Gawad Kalinga a défini une feuille de route se déployant en trois phases de sept années chacune : 

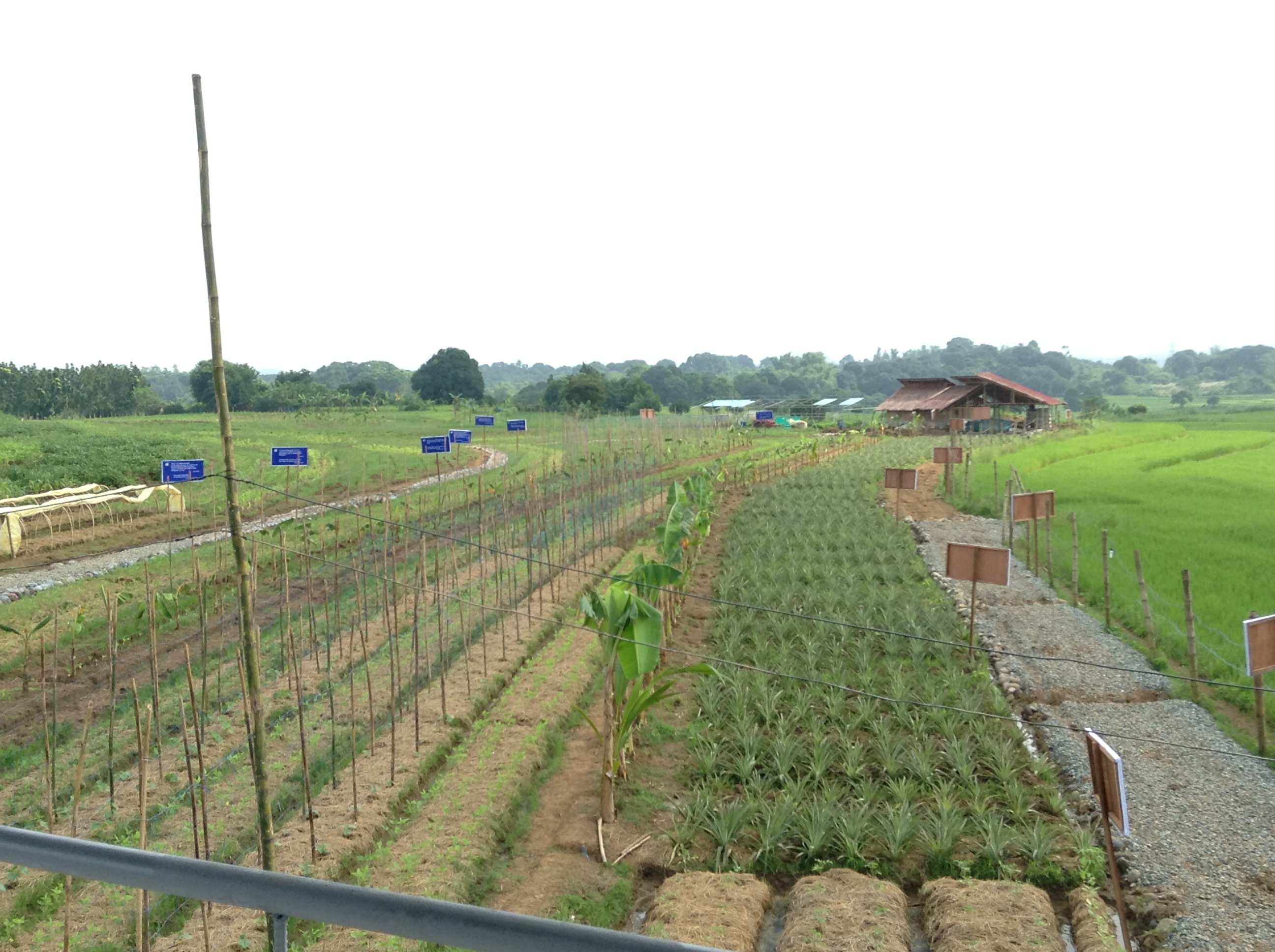
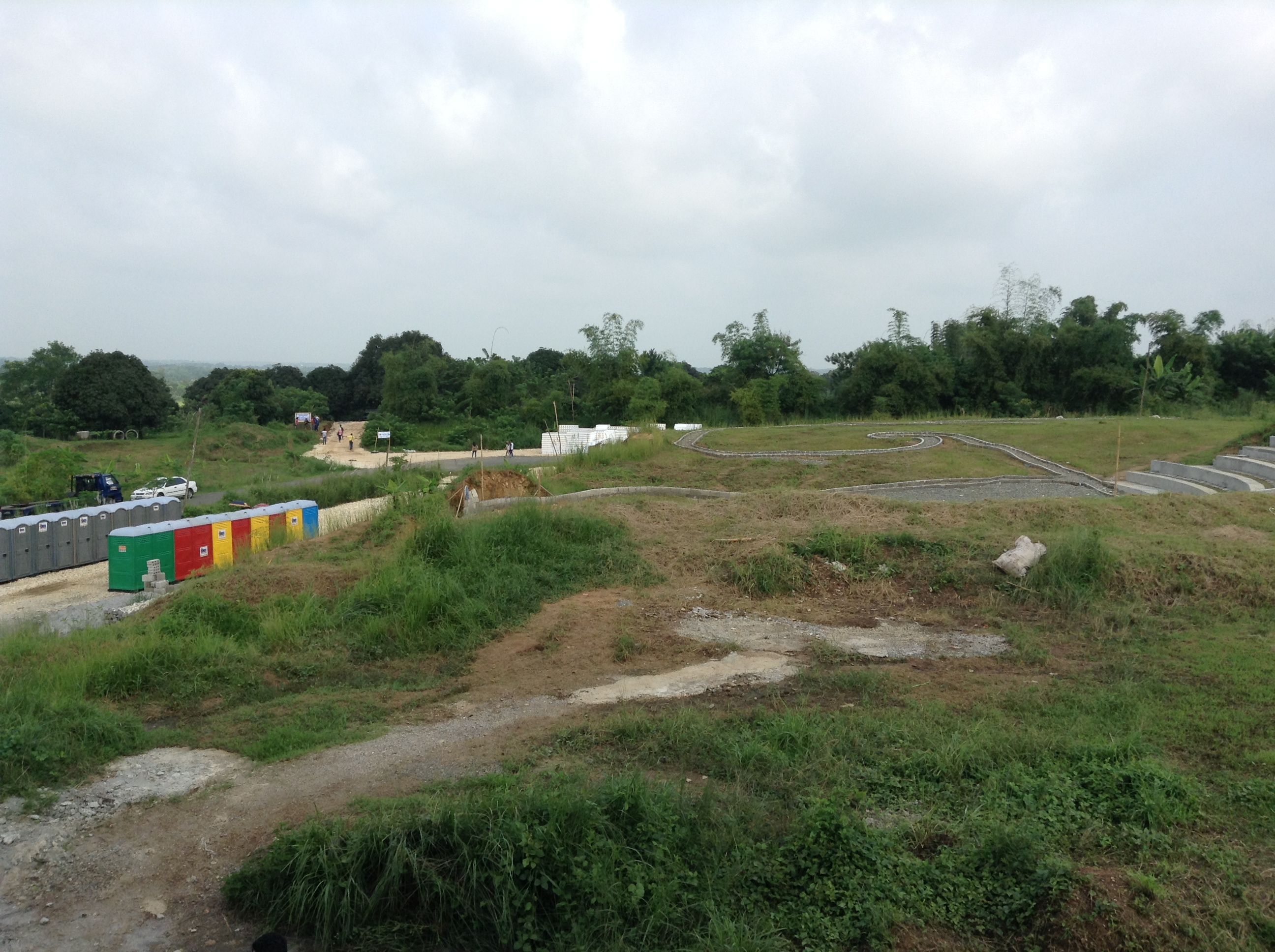
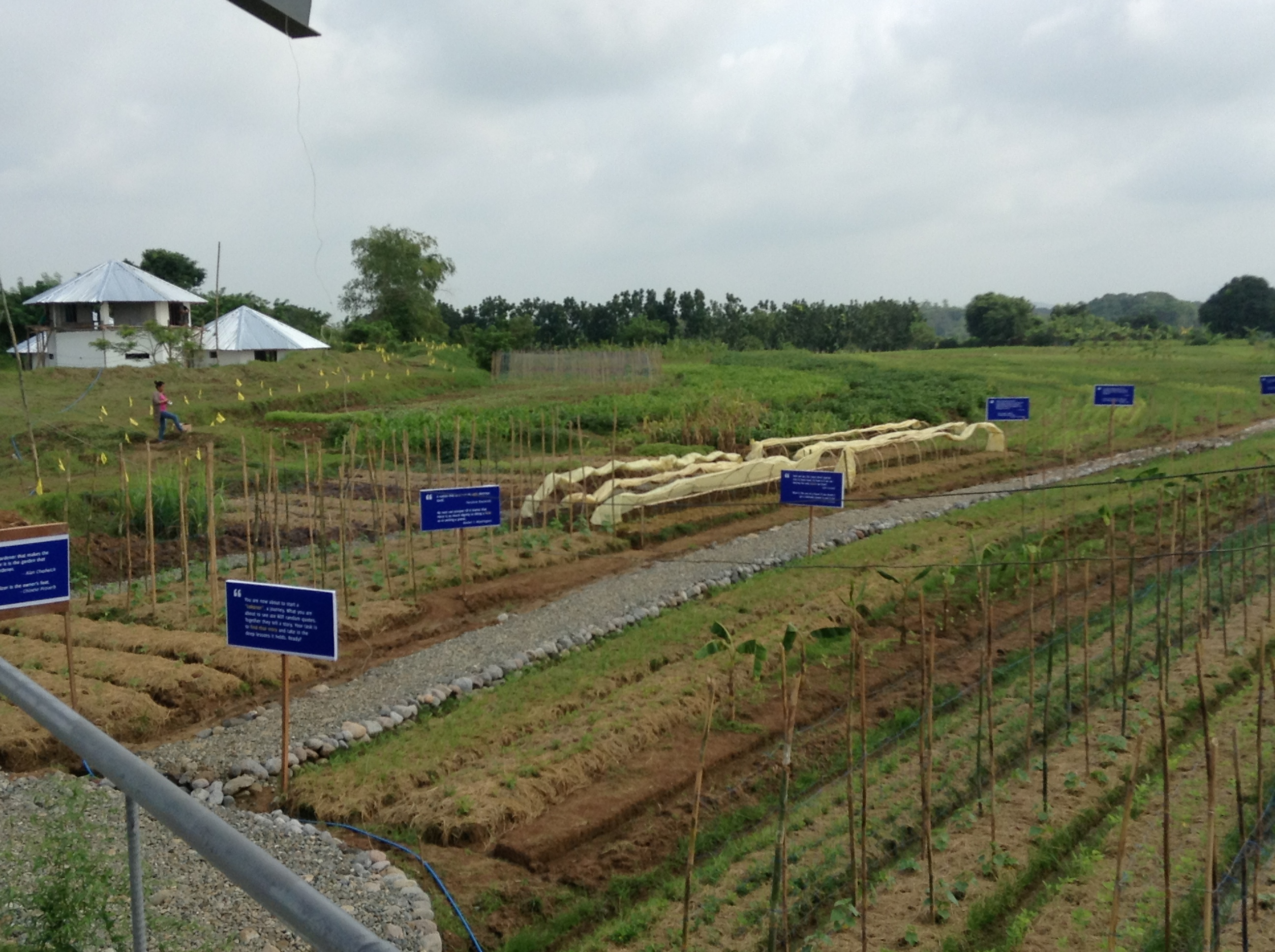
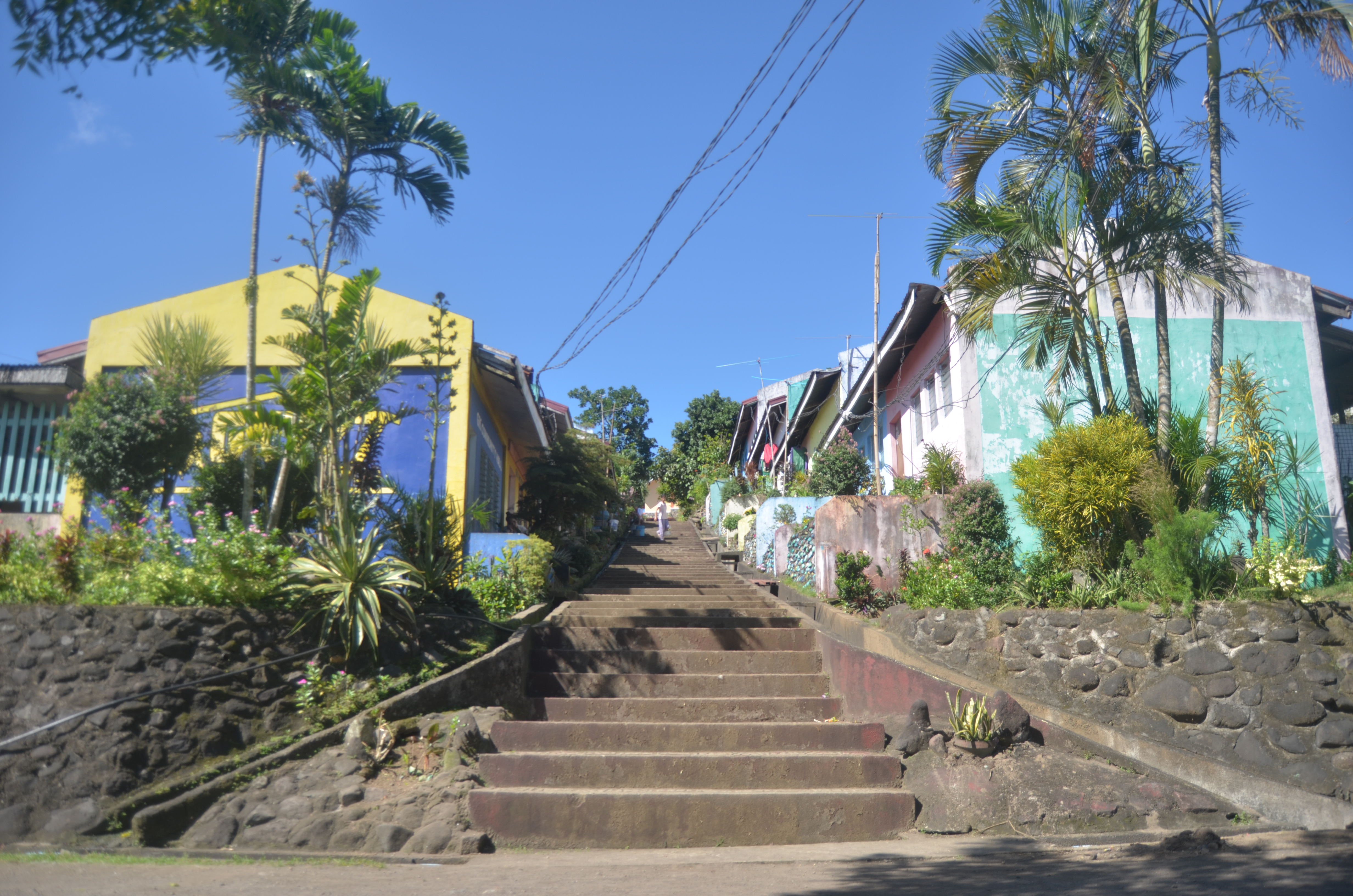
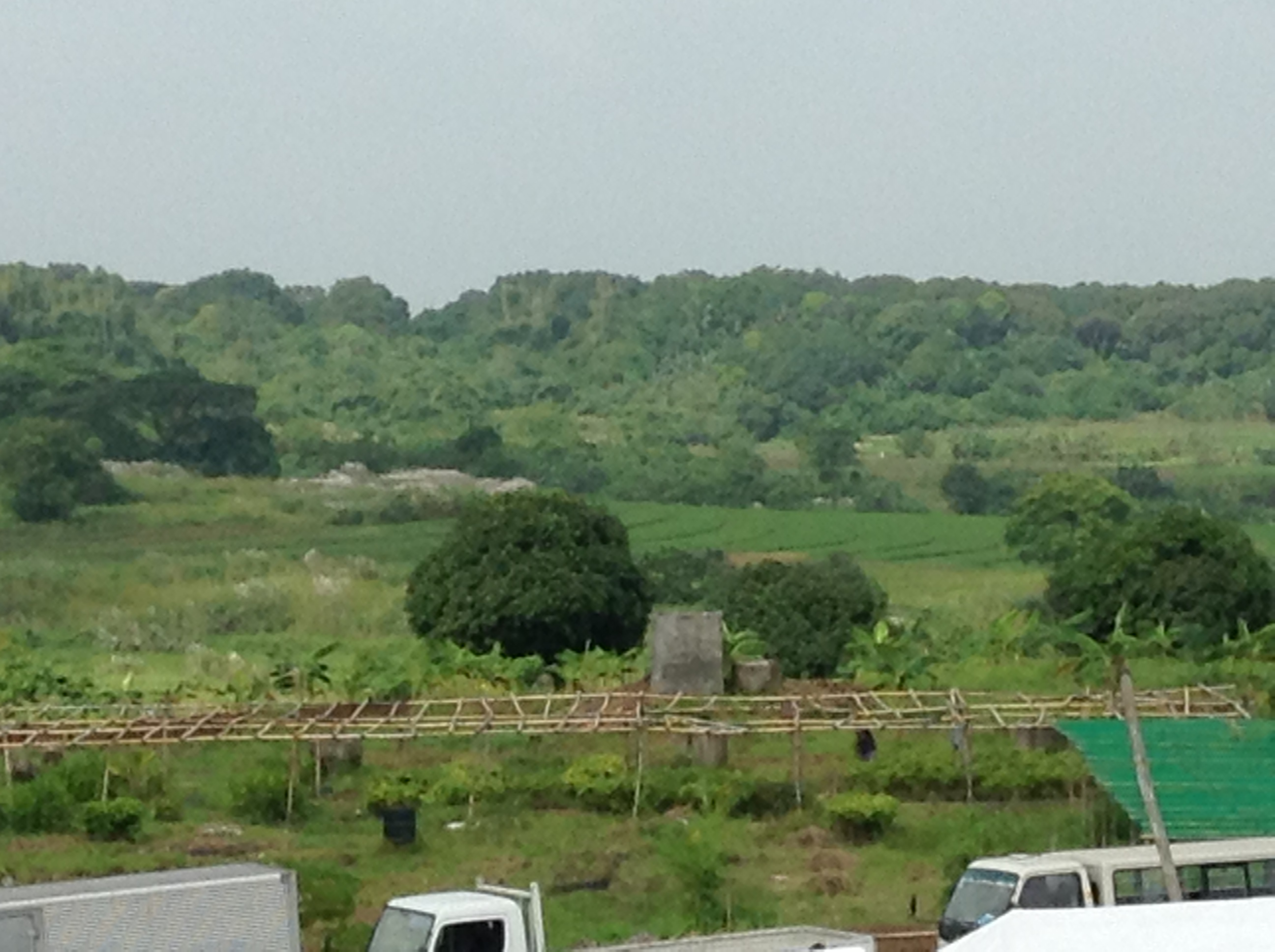

### 2003 - 2010 : Justice sociale
Cette première phase dont l’objectif était de répondre aux besoins de base des plus pauvres (avoir un toit, avoir accès à l’eau, l’alimentation, la santé et l’éducation) a été baptisée « justice sociale ». Concrètement, le but était de fournir des terres aux paysans sans terres, des maisons pour les sans-abris, et de la nourriture pour les affamés. Le déploiement de cette étape initiale a été rendu possible parce que Gawad Kalinga a promu une autre vision de la pauvreté, allant au-delà de la charité par  l’incitation à la rencontre, et la présence terrain régulière des Riches auprès des Pauvres grâce à des « valeurs partagées ». Le principe selon lequel les plus démunis, les plus fragiles et les plus marginalisés doivent être considérés comme les membres d’une même et grande famille constitue certainement l’un des principaux facteurs de succès de la première phase. Tony Meloto porte un nouveau regard sur la pauvreté qui n’est plus limitée à une misère matérielle. La pauvreté s’entend aussi et surtout sur un plan intellectuel, social et affectif (« poverty of the mind, of the heart and then, the pocket »). L’absence de moyens financiers ne serait en quelque sorte qu’une conséquence d’une faible estime de soi et d’un manque d’éducation. Cette vision  a permis de libérer la générosité de nombreux donateurs qui ont apporté des terres et des ressources pour construire des maisons pour les sans abris. Cet effort collectif a également été majoritairement porté par des milliers de bénévoles issus de tous horizons. 

### 2011-2017 : Ingénierie sociale
À l’issue de la première phase, un million de Philippins  est sorti de la pauvreté avec des besoins fondamentaux satisfaits. Gawad Kalinga a lancé une deuxième phase intitulée « ingénierie sociale» intégrée à son modèle de développement. Dans la perspective de rendre autonomes les laissés-pour-compte et autres oubliés de la société, Gawad Kalinga a constitué un écosystème d’acteurs philippins et internationaux – collégiens, lycéens, étudiants, enseignants, entreprises privées, institutions, collectivités, Pouvoirs publics mais aussi bénévoles et stagiaires de grandes écoles du monde entier, en particulier de France – pour contribuer à l’ensemble des programmes mis en œuvre par Gawad Kalinga. En 2010, Tony Meloto a fondé GK Enchanted Farm (« La Ferme Enchantée ») visant à promouvoir l’innovation sociale et à former des jeunes issus du Bas de la Pyramide à l’entrepreneuriat social comme levier d’une économie inclusive. Plateforme d’incubation apportant un soutien en matière de marketing, d’approvisionnement, de distribution, de financement, GK Enchanted Farm prévoit de bâtir une « armée » de 500 000 entrepreneurs sociaux à horizon 2024. 

### 2018-2024 : Progrès social
La troisième phase du dispositif concerne la création de filières industrielles locales à grande échelle pour réduire la pauvreté et permettre l’émergence de marques au moins nationales et d’une classe moyenne aux Philippines. Inverser la pyramide, tel est l’objectif de Gawad Kalinga. Plus spécifiquement, il s’agit d’encourager la création d’entreprises sociales afin de stimuler la création d’emploi dans les villages et les communautés et dans le pays tout entier. La création de valeur partagée et la mise en place de chaines d’approvisionnement durables et équitables doivent permettre l’augmentation de familles autonomes. L’ambition de Gawad Kalinga est d’être l’acteur d’une transition qui permettra aux pauvres d’accéder à la prospérité et de se hisser au rang de citoyens de première classe. Cette troisième phase sera déterminante pour la croissance économique résolument inclusive des Philippines et sa place sur l’échiquier international.

## Promotion et développement international
Gawad Kalinga attire chaque année aux Philippines plus de 500 décideurs économiques et politiques locaux et internationaux pour deux journées d’échanges, de réflexions et de partage d’expériences à l’occasion du Social Business Summit qui se tient mi-janvier à la Ferme Enchantée.  
Par ailleurs, fort de son succès, le modèle de Gawad Kalinga a suscité les regards de nombreux pays en développement mais aussi des pays développés. Gawad Kalinga est présent aux États-Unis, au Canada et en Australie et mène d’importantes campagnes de levée de fonds. Dans les pays d’Asie du Sud (Indonésie, Malaisie, Cambodge, Singapour) et en Océanie (Papouasie-Nouvelle-Guinée), le modèle de Gawad Kalinga est une source d’inspiration pour construire des communautés solidaires et des environnements sûrs et durables.  
En Europe, Gawad Kalinga est présent au travers d’une association basée à Paris et présidée par Olivier Girault. L’action de Gawad Kalinga est déployée au Royaume-Uni, aux Pays-Bas, en Belgique, en Allemagne, en Autriche, en Espagne, en Irlande et en France. 

## Gawad Kalinga en France
De nombreuses entreprises d’origine française accompagnent aujourd’hui Gawad Kalinga et sa structure sœur, GK Enchanted Farm, dans son déploiement et dans le cadre d’une stratégie partenariale efficace et de long terme. Par exemple, Air France KLM, Lafarge, Danone, Sanofi-Pasteur, Schneider Electric mais également la Ville de Paris, le MEDEF, la Fondation Paul Bocuse… soutiennent la réalisation de programmes thématiques (environnement, santé, technologie, sourcing de matières premières…). Des partenariats académiques avec ESSEC, HEC, L’Université Catholique de Lille, Les Maristes - MadeIn et 3A sur Lyon, ou avec des associations visant à accompagner des jeunes de tous horizons dans l’entrepreneuriat social, comme Live for Good, ou avec des PME dynamiques telles que Synergie Solaire et Circul’R sont également à l’œuvre. Par ailleurs, des plateformes de soutien aux entrepreneurs sociaux telles que MakeSense, La Fourmilière et Ticket for Change ont été créées par d’anciens GK Alumni. 
De nombreux jeunes – étudiants ou entrepreneurs - séjournent dans les villages de Gawad Kalinga pour partager des idées, des envies, des connaissances, de l’innovation ou pour créer leur entreprise sociale en partenariat avec des jeunes pauvres intelligents (« the bright poor »). La France est devenue le partenaire privilégié des Philippines en matière d’entrepreneuriat social. Des coopérations entre Gawad Kalinga, son écosystème et des acteurs hexagonaux sont en cours de développement.   
Tony Meloto est régulièrement accueilli en France pour rencontrer de nombreux acteurs, partager son témoignage dans de nombreuses grandes écoles et universités, et participer en tant qu’intervenant à des conférences et événements dans le champ de l’innovation sociale/ESS/inclusion financière. En 2017, Tony Meloto a participé notamment à la conférence organisée par le Centre Catholique International de Coopération avec l’Unesco le 23 mars 2017, aux Rencontres d’Aix organisées les 7, 8 et 9 juillet par le Cercle des économistes, au Global Positive Forum organisé le 1er septembre 2017 par la Fondation Positive Planet, et au Forum Convergences les 4 et 5 septembre 2017.